# 特利 (密蘇里州)
特利（英語：Turley）是位於美國密蘇里州德克薩斯縣的鬼鎮。

## 歷史
特利的郵局於1886年設立，其後於1949年停運。

## 地理
特利所處的海拔為高於海平面338米（即1109英呎），而該地所採用的時區為UTC-6，即北美中部時區（CST）。同時該地設有夏令時間，為UTC-6調快一小時，即UTC-5（CDT）。